# Омаров, Арсен Магомедтагирович
Арсен Магомедтагирович Омаров (род. 14 мая 1989, Махачкала) — российский дзюдоист, бронзовый призёр первенства России среди молодёжи, чемпион (2012), серебряный (2011) и бронзовый (2014) призёр чемпионатов России, мастер спорта России. Выступал в полутяжёлой весовой категории (до 100 кг). Тренировался под руководством Ш. Ш. Алиева и Р. М. Гамзатова.

## Спортивные результаты
- Первенство России по дзюдо среди молодёжи 2011 года — ;
- Чемпионат России по дзюдо 2011 года — ;
- Чемпионат России по дзюдо 2012 года — ;
- Чемпионат России по дзюдо 2014 года — ;
- Турнир Большого шлема 2014 года (Тюмень) — 5 место;
- Гран-при Самсунг 2015 года — ;